# 루슬란 누루디노프
루슬란 샤밀리예비치 누루디노프(우즈베크어: Ruslan Shamil'evich Nurudinov, 러시아어: Русла́н Шами́льевич Нуруди́нов, 1991년 11월 24일~)는 우즈베키스탄의 역도 선수이다. 2016년 하계 올림픽 남자 헤비급에서 금메달을 획득했으며, 세계 역도 선수권 대회에서 금메달 2개를 포함하여 총 메달 5개를 획득했다.